# Rüdebusch
Rüdebusch ist ein Ortsteil der Gemeinde Winkelsett, der zur Samtgemeinde Harpstedt im niedersächsischen Landkreis Oldenburg gehört.

## Geografie und Verkehrsanbindung
Rüdebusch liegt westlich des Kernortes Winkelsett, südwestlich des Kernortes Harpstedt und südöstlich des Stadtkerns von Wildeshausen.
Durch den Ort fließt der Reckumer Bach, ein rechtsseitiger Nebenfluss der Hunte, die westlich fließt. Nördlich fließt die Katenbäke, ebenfalls ein rechtsseitiger Nebenfluss der Hunte.

## Geschichte
Erstmals schriftlich erwähnt wurde Rüdebusch um 1370 in den Hoyer Lehnsregistern als „en hus tom Rudebusche“. Früher existierte hier eine Wassermühle.